# Список матчів ФК «Дніпро» (Дніпропетровськ) у єврокубкових турнірах
Нижче наведений список усіх матчів футбольного клубу «Дніпро» (Дніпропетровськ) у турнірах під егідою УЄФА, місця проведення цих матчів, а також автори голів у складі дніпрян.
Турніри під егідою УЄФА почали проходити з сезону 1955/1956, а з 1965 року в них почали брати участь радянські футбольні команди. В різний час європейська футбольна федерація проводила розіграші Кубка європейських чемпіонів, Кубка УЄФА (став наступником Кубка ярмарків), Кубка володарів кубків УЄФА, Суперкубка УЄФА та Кубка Інтертото. З сезону 2009/2010 до сезону 2021/2022 проводилися лише Ліга чемпіонів УЄФА, Ліга Європи УЄФА та Суперкубок УЄФА. «Дніпро» (Дніпропетровськ) брав участь у єврокубках з 1984 року. Загалом за свою історію клуб провів 121 матч на європейській арені та здобув 53 перемоги, 28 ігор звів у нічию та 40 разів програв з загальною різницею м'ячів 167—135.
| #                                           | Дата       | Турнір               | Країна      | Стадіон                                    | Суперник                | Рахунок      | В складі Дніпра голи забили               |
| ------------------------------------------- | ---------- | -------------------- | ----------- | ------------------------------------------ | ----------------------- | ------------ | ----------------------------------------- |
| Тренери - Володимир Ємець і Геннадій Жиздик |            |                      |             |                                            |                         |              |                                           |
| 01                                          | 19-09-1984 | Кубок чемпіонів 1/16 | Туреччина   | «Хусейн Авні Акер», Трабзон                | «Трабзонспор»           | 0:1          |                                           |
| 02                                          | 03-10-1984 | Кубок чемпіонів 1/16 | СРСР        | «Металург», Кривий Ріг                     | «Трабзонспор»           | 3:0          | Литовченко-2, К. Шенол (автогол)          |
| 03                                          | 24-10-1984 | Кубок чемпіонів 1/8  | Болгарія    | «Васил Левський», Софія                    | «Левський-Спартак»      | 1:3          | Литовченко                                |
| 04                                          | 07-11-1984 | Кубок чемпіонів 1/8  | СРСР        | «Металург», Кривий Ріг                     | «Левський-Спартак»      | 2:0          | Таран, В. Кузнецов                        |
| 05                                          | 06-03-1985 | Кубок чемпіонів 1/4  | Франція     | Муніципальний стадіон, Бордо               | «Бордо»                 | 1:1          | Лютий                                     |
| 06                                          | 20-03-1985 | Кубок чемпіонів 1/4  | СРСР        | «Металург», Кривий Ріг                     | «Бордо»                 | 1:1 пен. 3:5 | Лисенко                                   |
| 07                                          | 18-09-1985 | Кубок УЄФА 1/32      | НДР         | Стадіон ім. О. Гротеволя, Ауе              | «Вісмут» Ауе            | 3:1          | Литовченко, Таран, В. Кузнецов            |
| 08                                          | 02-10-1985 | Кубок УЄФА 1/32      | СРСР        | «Металург», Кривий Ріг                     | «Вісмут» Ауе            | 2:1          | Протасов-2                                |
| 09                                          | 23-10-1985 | Кубок УЄФА 1/16      | Нідерланди  | «Філіпс», Ейндговен                        | ПСВ                     | 2:2          | Протасов-2                                |
| 10                                          | 08-11-1985 | Кубок УЄФА 1/16      | СРСР        | «Металург», Кривий Ріг                     | ПСВ                     | 1:0          | Литовченко                                |
| 11                                          | 27-11-1985 | Кубок УЄФА 1/8       | СРСР        | «Металург», Кривий Ріг                     | «Хайдук»                | 0:1          |                                           |
| 12                                          | 11-12-1985 | Кубок УЄФА 1/8       | Югославія   | «Полюд», Спліт                             | «Хайдук»                | 0:2          |                                           |
| 13                                          | 17-09-1986 | Кубок УЄФА 1/32      | Польща      | Стадіон Війська Польського, Варшава        | «Легія»                 | 0:0          |                                           |
| 14                                          | 01-10-1986 | Кубок УЄФА 1/32      | СРСР        | «Металург», Кривий Ріг                     | «Легія»                 | 0:1          |                                           |
| Тренер - Євген Кучеревський                 |            |                      |             |                                            |                         |              |                                           |
| 15                                          | 07-09-1988 | Кубок УЄФА 1/32      | СРСР        | «Метеор», Дніпропетровськ                  | «Бордо»                 | 1:1          | Лютий                                     |
| 16                                          | 05-10-1988 | Кубок УЄФА 1/32      | Франція     | Муніципальний стадіон, Бордо               | «Бордо»                 | 1:2          | Чередник                                  |
| 17                                          | 13-09-1989 | Кубок чемпіонів 1/16 | Уельс       | «Рейскорс Граунд», Рексем                  | «Лінфілд»               | 2:1          | Кудрицький-2                              |
| 18                                          | 27-09-1989 | Кубок чемпіонів 1/16 | СРСР        | «Метеор», Дніпропетровськ                  | «Лінфілд»               | 1:0          | Сон                                       |
| 19                                          | 18-10-1989 | Кубок чемпіонів 1/8  | СРСР        | «Метеор», Дніпропетровськ                  | «Сваровськи-Тіроль»     | 2:0          | Юдін, Сон                                 |
| 20                                          | 01-11-1989 | Кубок чемпіонів 1/8  | Австрія     | «Тіволі», Інсбрук                          | «Сваровськи-Тіроль»     | 2:2          | Сон, Лютий                                |
| 21                                          | 07-03-1990 | Кубок чемпіонів 1/4  | Португалія  | «Да Луж», Лісабон                          | «Бенфіка»               | 0:1          |                                           |
| 22                                          | 21-03-1990 | Кубок чемпіонів 1/4  | СРСР        | «Метеор», Дніпропетровськ                  | «Бенфіка»               | 0:3          |                                           |
| 23                                          | 19-09-1990 | Кубок УЄФА 1/32      | СРСР        | «Метеор», Дніпропетровськ                  | «Гартс»                 | 1:1          | Гудименко                                 |
| 24                                          | 03-10-1990 | Кубок УЄФА 1/32      | Шотландія   | «Тайнкасл Парк», Единбург                  | «Гартс»                 | 1:3          | Шахов ст.                                 |
| Тренер - Микола Павлов                      |            |                      |             |                                            |                         |              |                                           |
| 25                                          | 14-09-1993 | Кубок УЄФА 1/32      | Україна     | «Метеор», Дніпропетровськ                  | «Адміра-Ваккер»         | 1:0          | Максимов                                  |
| 26                                          | 28-09-1993 | Кубок УЄФА 1/32      | Австрія     | «Бундесштадіон Зюдштадт», Марія-Енцерсдорф | «Адміра-Ваккер»         | 3:2          | Беженар, Похлебаєв, Михайленко            |
| 27                                          | 19-10-1993 | Кубок УЄФА 1/16      | Німеччина   | «Вальдштадіон», Франкфурт-на-Майні         | «Айнтрахт» Франкфурт    | 0:2          |                                           |
| 28                                          | 03-11-1993 | Кубок УЄФА 1/16      | Україна     | «Метеор», Дніпропетровськ                  | «Айнтрахт» Франкфурт    | 1:0          | Чухлєба                                   |
| Тренер - В'ячеслав Грозний                  |            |                      |             |                                            |                         |              |                                           |
| 29                                          | 23-07-1997 | Кубок УЄФА КР        | Україна     | «Метеор», Дніпропетровськ                  | «Єреван»                | 6:1          | Гецко, Шаран-3, Паляниця, Мороз           |
| 30                                          | 30-07-1997 | Кубок УЄФА КР        | Вірменія    | «Раздан», Єреван                           | «Єреван»                | 2:0          | Гецко, Бєлкін                             |
| 31                                          | 12-08-1997 | Кубок УЄФА 1/32      | Росія       | «Спартак», Владикавказ                     | «Аланія»                | 1:2          | Паляниця                                  |
| 32                                          | 26-08-1997 | Кубок УЄФА 1/32      | Україна     | «Метеор», Дніпропетровськ                  | «Аланія»                | 1:4          | Шаран                                     |
| Тренер - Микола Федоренко                   |            |                      |             |                                            |                         |              |                                           |
| 33                                          | 20-09-2001 | Кубок УЄФА 1/64      | Україна     | «Метеор», Дніпропетровськ                  | «Фіорентина»            | 0:0          |                                           |
| 34                                          | 27-09-2001 | Кубок УЄФА 1/64      | Італія      | «Артеміо Франкі», Флоренція                | «Фіорентина»            | 1:2          | Слабишев                                  |
| Тренер - Євген Кучеревський                 |            |                      |             |                                            |                         |              |                                           |
| 35                                          | 14-08-2003 | Кубок УЄФА КР        | Ліхтенштейн | «Райнпаркштадіон», Вадуц                   | «Вадуц»                 | 1:0          | Рикун                                     |
| 36                                          | 28-08-2003 | Кубок УЄФА КР        | Україна     | «Метеор», Дніпропетровськ                  | «Вадуц»                 | 1:0          | Рикун                                     |
| 37                                          | 25-09-2003 | Кубок УЄФА 1/64      | Німеччина   | «АОЛ Арена», Гамбург                       | «Гамбург»               | 1:2          | Венглинський                              |
| 38                                          | 15-10-2003 | Кубок УЄФА 1/64      | Україна     | «Метеор», Дніпропетровськ                  | «Гамбург»               | 3:0          | Михайленко, Рикун, Венглинський           |
| 39                                          | 06-11-2003 | Кубок УЄФА 1/32      | Хорватія    | «Максимір», Загреб                         | «Динамо» Загреб         | 2:0          | Венглинський, Максимюк                    |
| 40                                          | 27-11-2003 | Кубок УЄФА 1/32      | Україна     | «Метеор», Дніпропетровськ                  | «Динамо» Загреб         | 1:1          | Венглинський                              |
| 41                                          | 26-02-2004 | Кубок УЄФА 1/16      | Франція     | «Велодром», Марсель                        | «Олімпік» Марсель       | 0:1          |                                           |
| 42                                          | 03-03-2004 | Кубок УЄФА 1/16      | Україна     | «Метеор», Дніпропетровськ                  | «Олімпік» Марсель       | 0:0          |                                           |
| 43                                          | 12-08-2004 | Кубок УЄФА КР2       | Словаччина  | «Тегельне Поле», Братислава                | «Петржалка»             | 3:0          | Семочко, Назаренко, Михайленко            |
| 44                                          | 26-08-2004 | Кубок УЄФА КР2       | Україна     | «Метеор», Дніпропетровськ                  | «Петржалка»             | 1:1          | Костишин                                  |
| 45                                          | 16-09-2004 | Кубок УЄФА 1/128     | Ізраїль     | «Блумфілд», Тель-Авів                      | «Маккабі» Хайфа         | 0:1          |                                           |
| 46                                          | 30-09-2004 | Кубок УЄФА 1/128     | Україна     | «Метеор», Дніпропетровськ                  | «Маккабі» Хайфа         | 2:0          | Михайленко, Русол                         |
| 47                                          | 21-10-2004 | Кубок УЄФА ГР        | Україна     | «Метеор», Дніпропетровськ                  | «Брюгге»                | 3:2          | Венглинський-2, Рикун                     |
| 48                                          | 04-11-2004 | Кубок УЄФА ГР        | Нідерланди  | «Галгенвард», Утрехт                       | «Утрехт»                | 2:1          | Ротань, Семочко                           |
| 49                                          | 25-11-2004 | Кубок УЄФА ГР        | Україна     | «Метеор», Дніпропетровськ                  | «Аустрія» Відень        | 1:0          | Назаренко                                 |
| 50                                          | 01-12-2004 | Кубок УЄФА ГР        | Іспанія     | «Ромареда», Сарагоса                       | «Сарагоса»              | 1:2          | Єзерський                                 |
| 51                                          | 16-02-2005 | Кубок УЄФА 1/16      | Сербія      | «Стадіон Партизана», Белград               | «Партизан»              | 2:2          | Назаренко, Русол                          |
| 52                                          | 24-02-2005 | Кубок УЄФА 1/16      | Україна     | «Метеор», Дніпропетровськ                  | «Партизан»              | 0:1          |                                           |
| 53                                          | 11-08-2005 | Кубок УЄФА КР2       | Вірменія    | «Республіканський», Єреван                 | «Бананц»                | 4:2          | Єзерський, Корніленко-2, Балабанов        |
| 54                                          | 25-08-2005 | Кубок УЄФА КР2       | Україна     | «Метеор», Дніпропетровськ                  | «Бананц»                | 4:0          | Шелаєв-2, Рикун, Балабанов                |
| 55                                          | 15-09-2005 | Кубок УЄФА КР        | Шотландія   | «Істер Роуд», Единбург                     | «Гіберніан»             | 0:0          |                                           |
| 56                                          | 29-09-2005 | Кубок УЄФА КР        | Україна     | «Метеор», Дніпропетровськ                  | «Гіберніан»             | 5:1          | Назаренко, Шершун, Шелаєв, Мелащенко-2    |
| 57                                          | 20-10-2005 | Кубок УЄФА ГР        | Україна     | «Метеор», Дніпропетровськ                  | АЗ Алкмар               | 1:2          | Матюхін                                   |
| Тренер - Вадим Тищенко                      |            |                      |             |                                            |                         |              |                                           |
| 58                                          | 03-11-2005 | Кубок УЄФА ГР        | Англія      | «Ріверсайд», Мідлсбро                      | «Мідлсбро»              | 0:3          |                                           |
| 59                                          | 24-11-2005 | Кубок УЄФА ГР        | Україна     | «Метеор», Дніпропетровськ                  | «Літекс»                | 0:2          |                                           |
| 60                                          | 01-12-2005 | Кубок УЄФА ГР        | Швейцарія   | «Гардтурм», Цюрих                          | «Ґрассгоппер»           | 3:2          | Назаренко, К. Кравченко, Михайленко       |
| Тренер - Олег Протасов                      |            |                      |             |                                            |                         |              |                                           |
| 61                                          | 02-07-2006 | Кубок Інтертото Р2   | Словаччина  | «Под Зобором», Нітра                       | «Нітра»                 | 1:2          | Корніленко                                |
| 62                                          | 08-07-2006 | Кубок Інтертото Р2   | Україна     | «Метеор», Дніпропетровськ                  | «Нітра»                 | 2:0          | Корніленко, Бідненко                      |
| 63                                          | 15-07-2006 | Кубок Інтертото Р3   | Франція     | «Стад Парсемен», Фо-сюр-Мер                | «Олімпік» Марсель       | 0:0          |                                           |
| 64                                          | 22-07-2006 | Кубок Інтертото Р3   | Україна     | «Метеор», Дніпропетровськ                  | «Олімпік» Марсель       | 2:2          | Назаренко, Русол                          |
| 65                                          | 16-08-2007 | Кубок УЄФА КР1       | Україна     | «Метеор», Дніпропетровськ                  | ГКС Белхатув            | 1:1          | Назаренко                                 |
| 66                                          | 30-08-2007 | Кубок УЄФА КР1       | Польща      | «ГКС», Белхатув                            | ГКС Белхатув            | 4:2          | Шелаєв-2, Самодін, Корніленко             |
| 67                                          | 21-09-2007 | Кубок УЄФА КР2       | Шотландія   | «Піттодрі», Абердин                        | «Абердин»               | 0:0          |                                           |
| 68                                          | 04-10-2007 | Кубок УЄФА КР2       | Україна     | «Метеор», Дніпропетровськ                  | «Абердин»               | 1:1          | Воробей                                   |
| 69                                          | 14-08-2008 | Кубок УЄФА КР2       | Україна     | «Метеор», Дніпропетровськ                  | «Беллінцона»            | 3:2          | Калиниченко, Назаренко, Корніленко        |
| 70                                          | 28-08-2008 | Кубок УЄФА КР2       | Швейцарія   | «Корнаредо», Луґано                        | «Беллінцона»            | 1:2          | Самодін                                   |
| Тренер - Володимир Безсонов                 |            |                      |             |                                            |                         |              |                                           |
| 71                                          | 29-07-2010 | Ліга Європи КР3      | Сербія      | «Караджордже», Новий Сад                   | «Спартак-Златибор Вода» | 1:2          | Гоменюк                                   |
| 72                                          | 05-08-2010 | Ліга Європи КР3      | Україна     | «Дніпро-Арена», Дніпропетровськ            | «Спартак-Златибор Вода» | 2:0          | Селезньов, Голек                          |
| 73                                          | 19-08-2010 | Ліга Європи СР       | Україна     | «Дніпро-Арена», Дніпропетровськ            | «Лех»                   | 0:1          |                                           |
| 74                                          | 26-08-2010 | Ліга Європи СР       | Польща      | Муніципальний стадіон, Познань             | «Лех»                   | 0:0          |                                           |
| Тренер - Хуанде Рамос                       |            |                      |             |                                            |                         |              |                                           |
| 75                                          | 18-08-2011 | Ліга Європи СР       | Англія      | «Крейвен Коттедж», Лондон                  | «Фулхем»                | 0:3          |                                           |
| 76                                          | 25-08-2011 | Ліга Європи СР       | Україна     | «Дніпро-Арена», Дніпропетровськ            | «Фулхем»                | 1:0          | Шахов мол.                                |
| 77                                          | 23-08-2012 | Ліга Європи СР       | Чехія       | «Стадіон біля Ніси», Ліберець              | «Слован» (Ліберець)     | 2:2          | Коноплянка, Матеус                        |
| 78                                          | 30-08-2012 | Ліга Європи СР       | Україна     | «Дніпро-Арена», Дніпропетровськ            | «Слован» (Ліберець)     | 4:2          | Алієв-2, Коноплянка, Калинич              |
| 79                                          | 20-09-2012 | Ліга Європи ГР       | Україна     | «Дніпро-Арена», Дніпропетровськ            | ПСВ                     | 2:0          | Матеус, Гатчинсон (автогол)               |
| 80                                          | 04-10-2012 | Ліга Європи ГР       | Швеція      | «Росунда», Стокгольм                       | АІК                     | 3:2          | Калинич, Мандзюк, Селезньов               |
| 81                                          | 25-10-2012 | Ліга Європи ГР       | Україна     | «Дніпро-Арена», Дніпропетровськ            | «Наполі»                | 3:1          | Федецький, Матеус, Жуліану                |
| 82                                          | 08-11-2012 | Ліга Європи ГР       | Італія      | «Сан-Паоло», Неаполь                       | «Наполі»                | 2:4          | Федецький, Зозуля                         |
| 83                                          | 22-11-2012 | Ліга Європи ГР       | Нідерланди  | «Філіпс», Ейндговен                        | ПСВ                     | 2:1          | Селезньов, Коноплянка                     |
| 84                                          | 06-12-2012 | Ліга Європи ГР       | Україна     | «Дніпро-Арена», Дніпропетровськ            | АІК                     | 4:0          | Калинич, Зозуля-2, С. Кравченко           |
| 85                                          | 14-02-2013 | Ліга Європи 1/16     | Швейцарія   | «Санкт-Якоб Парк», Базель                  | «Базель»                | 0:2          |                                           |
| 86                                          | 21-02-2013 | Ліга Європи 1/16     | Україна     | «Дніпро-Арена», Дніпропетровськ            | «Базель»                | 1:1          | Селезньов                                 |
| 87                                          | 22-08-2013 | Ліга Європи СР       | Естонія     | «А. Ле Кок Арена», Таллінн                 | «Нимме Калью»           | 3:1          | Селезньов (пен.), Жуліану, Зозуля         |
| 88                                          | 29-08-2013 | Ліга Європи СР       | Україна     | «Дніпро-Арена», Дніпропетровськ            | «Нимме Калью»           | 2:0          | Кобахідзе, Зозуля                         |
| 89                                          | 19-09-2013 | Ліга Європи ГР       | Румунія     | «Клуж Арена», Клуж-Напока                  | «Пандурій»              | 1:0          | Ротань                                    |
| 90                                          | 03-10-2013 | Ліга Європи ГР       | Україна     | «Дніпро-Арена», Дніпропетровськ            | «Фіорентіна»            | 1:2          | Селезньов (пен.)                          |
| 91                                          | 24-10-2013 | Ліга Європи ГР       | Португалія  | «Афонсу Енрікеш», Гімарайш                 | «Пасуш ді Фіррейра»     | 2:0          | Ротань, Коноплянка                        |
| 92                                          | 07-11-2013 | Ліга Європи ГР       | Україна     | «Дніпро-Арена», Дніпропетровськ            | «Пасуш ді Фіррейра»     | 2:0          | Матеус, Коноплянка                        |
| 93                                          | 28-11-2013 | Ліга Європи ГР       | Україна     | «Дніпро-Арена», Дніпропетровськ            | «Пандурій»              | 4:1          | Калинич, Зозуля, Шахов мол., С. Кравченко |
| 94                                          | 12-12-2013 | Ліга Європи ГР       | Італія      | «Артеміо Франкі», Флоренція                | «Фіорентіна»            | 1:2          | Коноплянка                                |
| 95                                          | 20-02-2014 | Ліга Європи 1/16     | Україна     | «Дніпро-Арена», Дніпропетровськ            | «Тоттенгем»             | 1:0          | Коноплянка (пен.)                         |
| 96                                          | 27-02-2014 | Ліга Європи 1/16     | Англія      | «Вайт Гарт Лейн», Лондон                   | «Тоттенгем»             | 1:3          | Зозуля                                    |
| Тренер - Мирон Маркевич                     |            |                      |             |                                            |                         |              |                                           |
| 97                                          | 30-07-2014 | Ліга чемпіонів Р3    | Україна     | «Олімпійський», Київ                       | «Копенгаген»            | 0:0          |                                           |
| 98                                          | 06-08-2014 | Ліга чемпіонів Р3    | Данія       | «Паркен», Копенгаген                       | «Копенгаген»            | 0:2          |                                           |
| 99                                          | 20-08-2014 | Ліга Європи СР       | Україна     | «Олімпійський», Київ                       | «Хайдук»                | 2:1          | Калинич, Шахов мол.                       |
| 100                                         | 28-08-2014 | Ліга Європи СР       | Хорватія    | «Полюд», Спліт                             | «Хайдук»                | 0:0          |                                           |
| 101                                         | 18-09-2014 | Ліга Європи ГР       | Україна     | «Олімпійський», Київ                       | «Інтер» (Мілан)         | 0:1          |                                           |
| 102                                         | 02-10-2014 | Ліга Європи ГР       | Франція     | «Жоффруа-Гішар», Сент-Етьєн                | «Сент-Етьєн»            | 0:0          |                                           |
| 103                                         | 23-10-2014 | Ліга Європи ГР       | Україна     | «Олімпійський», Київ                       | «Карабах»               | 0:1          |                                           |
| 104                                         | 06-11-2014 | Ліга Європи ГР       | Азербайджан | ім. Тофіка Бахрамова, Баку                 | «Карабах»               | 2:1          | Калинич-2                                 |
| 105                                         | 27-11-2014 | Ліга Європи ГР       | Італія      | «Сан-Сіро», Мілан                          | «Інтер» (Мілан)         | 1:2          | Ротань                                    |
| 106                                         | 11-12-2014 | Ліга Європи ГР       | Україна     | «Олімпійський», Київ                       | «Сент-Етьєн»            | 1:0          | Федецький                                 |
| 107                                         | 19-02-2015 | Ліга Європи 1/16     | Україна     | «Олімпійський», Київ                       | «Олімпіакос» (Пірей)    | 2:0          | Канкава, Ротань                           |
| 108                                         | 26-02-2015 | Ліга Європи 1/16     | Греція      | «Георгіос Караїскакіс», Пірей              | «Олімпіакос» (Пірей)    | 2:2          | Федецький, Калинич                        |
| 109                                         | 12-03-2015 | Ліга Європи 1/8      | Україна     | «Олімпійський», Київ                       | «Аякс» (Амстердам)      | 1:0          | Зозуля                                    |
| 110                                         | 19-03-2015 | Ліга Європи 1/8      | Нідерланди  | «Амстердам-Арена», Амстердам               | «Аякс» (Амстердам)      | 1:2 (д.ч.)   | Коноплянка                                |
| 111                                         | 16-04-2015 | Ліга Європи 1/4      | Бельгія     | «Ян Брейдель», Брюгге                      | «Брюгге»                | 0:0          |                                           |
| 112                                         | 23-04-2015 | Ліга Європи 1/4      | Україна     | «Олімпійський», Київ                       | «Брюгге»                | 1:0          | Шахов мол.                                |
| 113                                         | 07-05-2015 | Ліга Європи 1/2      | Італія      | «Сан Паоло», Неаполь                       | «Наполі»                | 1:1          | Селезньов                                 |
| 114                                         | 14-05-2015 | Ліга Європи 1/2      | Україна     | «Олімпійський», Київ                       | «Наполі»                | 1:0          | Селезньов                                 |
| 115                                         | 27-05-2015 | Ліга Європи Фінал    | Польща      | «Народовий», Варшава                       | «Севілья»               | 2:3          | Калинич, Ротань                           |
| 116                                         | 17-09-2015 | Ліга Європи ГР       | Україна     | «Дніпро-Арена», Дніпропетровськ            | «Лаціо»                 | 1:1          | Селезньов                                 |
| 117                                         | 01-10-2015 | Ліга Європи ГР       | Норвегія    | «Леркендал», Тронгейм                      | «Русенборг»             | 1:0          | Селезньов                                 |
| 118                                         | 22-10-2015 | Ліга Європи ГР       | Україна     | «Дніпро-Арена», Дніпропетровськ            | «Сент-Етьєн»            | 0:1          |                                           |
| 119                                         | 05-11-2015 | Ліга Європи ГР       | Франція     | «Жоффруа Гішар», Сент-Етьєн                | «Сент-Етьєн»            | 0:3          |                                           |
| 120                                         | 26-11-2015 | Ліга Європи ГР       | Італія      | «Олімпіко», Рим                            | «Лаціо»                 | 1:3          | Бруну Гама                                |
| 121                                         | 10-12-2015 | Ліга Європи ГР       | Україна     | «Дніпро-Арена», Дніпропетровськ            | «Русенборг»             | 3:0          | Матеус-2, Шахов мол.                      |

## Статистика виступів
Нижче в таблиці показано результати виступів «Дніпра» в європейських клубних турнірах.
| Турнір     | І   | В  | Н  | П  | МЗ  | МП  |
| ---------- | --- | -- | -- | -- | --- | --- |
| ЛЧ(КЄЧ)    | 14  | 5  | 4  | 5  | 15  | 15  |
| КУЄФА (ЛЄ) | 103 | 47 | 22 | 34 | 149 | 119 |
| КІ         | 4   | 1  | 2  | 1  | 5   | 4   |
| Всього     | 121 | 53 | 28 | 40 | 167 | 135 |

*ЛЧ — Ліга Чемпіонів УЄФА,КЄЧ - Кубок Європейських Чемпіонів, КУЄФА — Кубок УЄФА, ЛЄ — Ліга Європи, КІ — Кубок Інтертото, І — проведено ігор, В — виграші, Н — нічиї, П — програші, МЗ — м'ячів забито, МП — м'ячів пропущено

## Найкращі бомбардири «Дніпра» в єврокубках
У списку представлені футболісти, які у турнірах під егідою УЄФА забили за «Дніпро» 5 і більше м'ячів. 
| №  | Ім'я                 | КЧ (ЛЧ) | КК | КУЄФА (ЛЄ) | КІ | Всього |
| -- | -------------------- | ------- | -- | ---------- | -- | ------ |
| 1  | Євген Селезньов      | 0       | 0  | 10         | 0  | 10     |
| 2  | Никола Калинич       | 0       | 0  | 9          | 0  | 9      |
| 3  | Євген Коноплянка     | 0       | 0  | 8          | 0  | 8      |
| 3  | Роман Зозуля         | 0       | 0  | 8          | 0  | 8      |
| 3  | Сергій Назаренко     | 0       | 0  | 7          | 1  | 8      |
| 6  | Руслан Ротань        | 0       | 0  | 6          | 0  | 6      |
| 6  | Олег Венглинський    | 0       | 0  | 6          | 0  | 6      |
| 6  | Сергій Корніленко    | 0       | 0  | 4          | 2  | 6      |
| 6  | Матеус               | 0       | 0  | 6          | 0  | 6      |
| 10 | Геннадій Литовченко  | 3       | 0  | 2          | 0  | 5      |
| 10 | Дмитро Михайленко    | 0       | 0  | 5          | 0  | 5      |
| 10 | Олександр Рикун      | 0       | 0  | 5          | 0  | 5      |
| 10 | Олег Шелаєв          | 0       | 0  | 5          | 0  | 5      |
| 10 | Євген Шахов молодший | 0       | 0  | 5          | 0  | 5      |